# بيمز
بيمز هي علامة ملابس تجارية يابانية. أنشئت عام 1976 في حي هاراجوكو في طوكيو. الرئيس التنفيذي للشركة هو يو شيتارا. بجانب متاجرهم العديدة في اليابان لديهم أفرع في نيويورك,ميلانو,لندن وباريس.

## عن الشركة
تتضمن متاجر بيمز منتجات مثل الديكورات الداخلية والمفروشات و صالات العرض والملابس و الأحذية والإكسسوارات. متاجر بيمز للملابس تبيع الأحذية والحقائب والإكسسوارات وملابس الرجال والنساء العصرية فضلاً عن القطع المصممة خصيصاً لبعض الأشخاص.
في يونيو 2017, بيمز تعاونت مع ماكدونالدز لإنتاج نسخة محدودة من القمصان والقبعات و أيضاً أغطية الأيفون 7 بطابع البيغ ماك. 

## التاريخ
في مايو 2005, وسعت بيمز أعمالها عالمياً. متجرها التالي الذي أفتتح يقع في هونغ كونغ وهو متجر ملابس نسائية. في 2006 الشركة وسعت مرة أخرى عدد متاجرها في عدد من المواقع المختلفة. أخر متجر أفتتح لدى الشركة في مارس 2015 كان في بانكوك.

## وصلات خارجية
- Beams official site